# 小見川町
小見川町（おみがわまち）は、千葉県香取郡に存在した町。

## 地理
関東平野に位置し、中心部は低地である。西部と東部に丘陵が見られる。
- 河川：利根川、黒部川

### 隣接する自治体
- 千葉県
  - 佐原市
  - 香取郡
    - 東庄町
    - 山田町
    - 栗源町
- 茨城県
  - 神栖市

## 歴史
古代、小見川の大部分は海であり、陸地部には縄文人が住み着いていた。そのため現在でもその地域には貝塚が多数存在している(白井、阿玉台、木内、内野、良文等）。
4〜6世紀には、日本の他地区と同様、小見川でも古墳が作られた。100基程見つかっており、代表例として三ノ分目大塚山古墳や、城山古墳群が挙げられる。
鎌倉時代に入ると、千葉氏の勢力が強まり、その一族である粟飯原朝秀が小見川城を築いた。一方で、西地区の一部（織幡など）は香取神宮が領有を主張していた。
粟飯原氏はその後も、源氏、足利氏、北条氏と密接に関わり地域を支配していた。しかし、やがて千葉氏の勢力が衰え、天文21年（1552年）に正木時茂により小見川城が攻略されると、粟飯原氏一族は離散した。また、香取神宮も天正19年（1591年）の太閤検地によって多くの社領を失い、織幡は普通の村落になった。
文禄3年（1594年）、松平家忠が小見川に封ぜられた。これが小見川藩の始まりである。続いて土井利勝・安藤重信が封ぜられ、その後天領などを経て慶安2年（1649年）、内田信濃守正信の領するところとなり、以降幕末まで内田氏による統治が続いた。また、この頃から利根川東遷事業により、東北地方の米や銚子の醤油などが利根川を経由して江戸に運ばれるようになった。これにより佐原などはその中継地として栄えたが、小見川もまたその恩恵を受けた。
明治時代の廃藩置県により、小見川地区のうち内田氏の支配地は小見川県、それ以外の土地は宮谷県となったがその後どちらも千葉県に編入され、明治22年（1889年）の町村制施行に伴い、香取郡小見川町、豊浦村、森山村、神里村、良文村が成立、昭和の大合併でこれら1町4村が合併し、新しい小見川町が誕生した。

### 沿革
- 1889年（明治22年）4月1日 - 小見川村・本郷村・八日市場村・野田村・下小川村・羽根川村・南原地新田・新々田村・中沼村が合併し小見川町が発足[2]。
- 1931年（昭和6年）11月10日 - 小見川駅が開業。
- 1951年（昭和26年）4月1日 - 小見川町・豊浦村・神里村・森山村が合併し小見川町が発足。
- 1955年（昭和30年）2月11日 - 小見川町と良文村が合併し小見川町が発足。
- 1965年（昭和40年） - 国道356号が制定。
- 1973年（昭和48年）8月1日 - 小見川大橋が開通。
- 2006年（平成18年）3月27日 - 小見川町は佐原市、山田町、栗源町とともに合併し、香取市が発足[1]。同日小見川町廃止。

### 行政区域変遷
- 変遷の年表

| 小見川町町域の変遷（年表） | 小見川町町域の変遷（年表） | 小見川町町域の変遷（年表） |
| 年                         | 月日                       | 旧小見川町町域に関連する行政区域変遷 |
| -------------------------- | -------------------------- | --- |
| 1889年（明治22年）         | 4月1日                     | 町村制施行に伴い、以下の町村がそれぞれ発足。 - 小見川町 ← 小見川村・本郷村・八日市場村・野田村・下小川村・羽根川村・南原地新田・新々田村・中沼村 - 豊浦村 ← 富田村・増田村・分郷村・下小堀村・一之分目村・三之分目村 - 神里村 ← 清里村・上小堀村・虫幡村・木内村・白井村・山川村・八木村 - 森山村 ← 下飯田村・岡飯田村・布野村・阿玉川村・川頭村・北原地新田 - 良文村 ← 五郷内村・阿玉台村・久保村・和泉村・貝塚村 |
| 1951年（昭和26年）         | 4月1日                     | 小見川町・豊浦村・神里村・森山村が合併し小見川町が発足。 |
| 1955年（昭和30年）         | 2月11日                    | 小見川町と良文村が合併し小見川町が発足。 |
| 2006年（平成18年）         | 3月27日                    | 小見川町は佐原市、山田町、栗源町とともに合併し、香取市が発足。同日小見川町廃止。 |

- 変遷表

| 小見川町町域の変遷表 | 小見川町町域の変遷表 | 小見川町町域の変遷表 | 小見川町町域の変遷表 | 小見川町町域の変遷表 | 小見川町町域の変遷表           | 小見川町町域の変遷表   | 小見川町町域の変遷表 |
| 1868年 以前          | 1868年 以前          | 明治元年 - 明治22年  | 明治22年 4月1日      | 明治22年 - 昭和19年  | 昭和20年 - 昭和64年            | 平成元年 - 現在        | 現在                 |
| -------------------- | -------------------- | -------------------- | -------------------- | -------------------- | ------------------------------ | ---------------------- | -------------------- |
|                      | 小見川村             | 小見川村             | 小見川町             | 小見川町             | 昭和26年4月1日 小見川町        | 平成18年3月27日 香取市 | 香取市               |
|                      | 本郷村               |                      | 小見川町             | 小見川町             | 昭和26年4月1日 小見川町        | 平成18年3月27日 香取市 | 香取市               |
|                      | 八日市場村           |                      | 小見川町             | 小見川町             | 昭和26年4月1日 小見川町        | 平成18年3月27日 香取市 | 香取市               |
|                      | 野田村               |                      | 小見川町             | 小見川町             | 昭和26年4月1日 小見川町        | 平成18年3月27日 香取市 | 香取市               |
|                      | 下小川村             |                      | 小見川町             | 小見川町             | 昭和26年4月1日 小見川町        | 平成18年3月27日 香取市 | 香取市               |
|                      | 羽根川村             |                      | 小見川町             | 小見川町             | 昭和26年4月1日 小見川町        | 平成18年3月27日 香取市 | 香取市               |
|                      | 南原地新田           |                      | 小見川町             | 小見川町             | 昭和26年4月1日 小見川町        | 平成18年3月27日 香取市 | 香取市               |
|                      | 新々田村             |                      | 小見川町             | 小見川町             | 昭和26年4月1日 小見川町        | 平成18年3月27日 香取市 | 香取市               |
|                      | 中沼村               |                      | 小見川町             | 小見川町             | 昭和26年4月1日 小見川町        | 平成18年3月27日 香取市 | 香取市               |
|                      | 富田村               | 富田村               | 豊浦村               | 豊浦村               | 昭和26年4月1日 小見川町        | 平成18年3月27日 香取市 | 香取市               |
|                      | 増田村               |                      | 豊浦村               | 豊浦村               | 昭和26年4月1日 小見川町        | 平成18年3月27日 香取市 | 香取市               |
|                      | 分郷村               |                      | 豊浦村               | 豊浦村               | 昭和26年4月1日 小見川町        | 平成18年3月27日 香取市 | 香取市               |
|                      | 下小堀村             |                      | 豊浦村               | 豊浦村               | 昭和26年4月1日 小見川町        | 平成18年3月27日 香取市 | 香取市               |
|                      | 一之分目村           |                      | 豊浦村               | 豊浦村               | 昭和26年4月1日 小見川町        | 平成18年3月27日 香取市 | 香取市               |
|                      | 三之分目村           |                      | 豊浦村               | 豊浦村               | 昭和26年4月1日 小見川町        | 平成18年3月27日 香取市 | 香取市               |
|                      | 織幡村               | 明治9年 清里村       | 神里村               | 神里村               | 昭和26年4月1日 小見川町        | 平成18年3月27日 香取市 | 香取市               |
|                      | 幡鉾村               | 明治9年 清里村       | 神里村               | 神里村               | 昭和26年4月1日 小見川町        | 平成18年3月27日 香取市 | 香取市               |
|                      | 油田村               | 明治9年 清里村       | 神里村               | 神里村               | 昭和26年4月1日 小見川町        | 平成18年3月27日 香取市 | 香取市               |
|                      | 内野村               | 明治9年 清里村       | 神里村               | 神里村               | 昭和26年4月1日 小見川町        | 平成18年3月27日 香取市 | 香取市               |
|                      | 竜谷村               | 明治9年 清里村       | 神里村               | 神里村               | 昭和26年4月1日 小見川町        | 平成18年3月27日 香取市 | 香取市               |
|                      | 上小堀村             |                      | 神里村               | 神里村               | 昭和26年4月1日 小見川町        | 平成18年3月27日 香取市 | 香取市               |
|                      | 虫幡村               |                      | 神里村               | 神里村               | 昭和26年4月1日 小見川町        | 平成18年3月27日 香取市 | 香取市               |
|                      | 木内村               |                      | 神里村               | 神里村               | 昭和26年4月1日 小見川町        | 平成18年3月27日 香取市 | 香取市               |
|                      | 白井村               |                      | 神里村               | 神里村               | 昭和26年4月1日 小見川町        | 平成18年3月27日 香取市 | 香取市               |
|                      | 山川村               |                      | 神里村               | 神里村               | 昭和26年4月1日 小見川町        | 平成18年3月27日 香取市 | 香取市               |
|                      | 八本村               |                      | 神里村               | 神里村               | 昭和26年4月1日 小見川町        | 平成18年3月27日 香取市 | 香取市               |
|                      | 下飯田村             | 下飯田村             | 森山村               | 森山村               | 昭和26年4月1日 小見川町        | 平成18年3月27日 香取市 | 香取市               |
|                      | 岡飯田村             |                      | 森山村               | 森山村               | 昭和26年4月1日 小見川町        | 平成18年3月27日 香取市 | 香取市               |
|                      | 布野村               |                      | 森山村               | 森山村               | 昭和26年4月1日 小見川町        | 平成18年3月27日 香取市 | 香取市               |
|                      | 阿玉川村             |                      | 森山村               | 森山村               | 昭和26年4月1日 小見川町        | 平成18年3月27日 香取市 | 香取市               |
|                      | 川頭村               |                      | 森山村               | 森山村               | 昭和26年4月1日 小見川町        | 平成18年3月27日 香取市 | 香取市               |
|                      | 北原地新田           |                      | 森山村               | 森山村               | 昭和26年4月1日 小見川町        | 平成18年3月27日 香取市 | 香取市               |
|                      | 五郷内村             | 五郷内村             | 良文村               | 良文村               | 昭和30年2月11日 小見川町と合併 | 平成18年3月27日 香取市 | 香取市               |
|                      | 阿玉台村             |                      | 良文村               | 良文村               | 昭和30年2月11日 小見川町と合併 | 平成18年3月27日 香取市 | 香取市               |
|                      | 阿玉久保村           | 明治元年 久保村      | 良文村               | 良文村               | 昭和30年2月11日 小見川町と合併 | 平成18年3月27日 香取市 | 香取市               |
|                      | 和泉村               |                      | 良文村               | 良文村               | 昭和30年2月11日 小見川町と合併 | 平成18年3月27日 香取市 | 香取市               |
|                      | 貝塚村               |                      | 良文村               | 良文村               | 昭和30年2月11日 小見川町と合併 | 平成18年3月27日 香取市 | 香取市               |

## 教育

### 小学校
- 小見川町立東小学校
- 小見川町立中央小学校
- 小見川町立西小学校
- 小見川町立南小学校
- 小見川町立北小学校
  - 小見川町立北小学校利北分校

### 中学校
- 小見川町立小見川中学校

### 高等学校
- 千葉県立小見川高等学校

## 交通

### 鉄道
- 東日本旅客鉄道
  - ■成田線
    - 水郷駅 - 小見川駅

### バス
- 千葉交通
  - 高速バス「利根ライナー」（東京駅八重洲口 - 酒々井プレミアム・アウトレット - 小見川 - 銚子駅 -　銚子市内）

### 道路
- 一般国道
  - 国道356号
- 主要地方道
  - 千葉県道28号旭小見川線
  - 千葉県道44号成田小見川鹿島港線
  - 千葉県道55号佐原山田線
- 一般県道
  - 千葉県道259号小見川停車場線
  - 千葉県道265号小見川海上線

## 特産
- イリダイ醤油（ちば醤油株式会社）…全国醤油品評会にて、4回の農林水産大臣賞を受賞している。
- カサブランカ…高級ユリの栽培日本一。年間の出荷量は約70万本。
- 利根川の「天然ウナギ」
- ウナギの佃煮、すずめ焼き

## その他
- 水の郷百選：川風と歓声がとけあうまち…おみがわ